# Leonard Steinberg, Baron Steinberg
Leonard Steinberg, Baron Steinberg (* 1. August 1936 in Belfast; † 2. November 2009 in London) war ein britischer Politiker (Conservative Party), Multimillionär und Unternehmer.

## Leben und Karriere
Steinberg besuchte die Royal Belfast Academical Institution. 1958 gründete er in Belfast das Unternehmen Stanley Leisure Ltd. Später war er Non-Executive Chairman im Unternehmen. 1977 verlegte er den Firmensitz nach Liverpool, nachdem er es abgelehnt hatte, Schutzgeld an irisch-republikanische oder protestantisch-unionistische Paramilitärs zu zahlen. Zuvor war er am 23. Februar 1977 von der Provisional Irish Republican Army angeschossen worden. Trotz seines Umzugs nach England beschrieb er sich folgendermaßen „Ich bin jüdisch, nordirisch und Ulster Unionist.“
Seit 2005 kam es bei Stanley Leisure zu Änderungen der Eigentumsverhältnisse, als 
William Hill plc das Wettgeschäft übernahm und die Genting Group die Spielcasinos kaufte. Steinberg hatte 2004 eine große Zahl seiner Aktien verkauft, behielt aber weiterhin eine Beteiligung von 11,3 % am Unternehmen.
Steinberg, der zu dieser Zeit in Hale lebte, wurde 2004 zum Life Peer erhoben und unterstützte die Conservative Party finanziell. 2009 wurde Steinberg Präsident der im März 2009 gegründeten Northern Ireland Friends of Israel-Group. Anlässlich der Gründung sprach Steinberg von den „langjährigen Verbindungen, die zwischen Nordirland und Israel bestehen.“
Sein persönliches Vermögen wurde 2005 auf etwa 108 Millionen Pfund geschätzt. Er war auch Gründer und Vorsitzender der Treuhänder des Steinberg Family Charitable Trust.
Steinberg starb in London, als er sich auf dem Weg zu einer Sitzung des House of Lords befand. Steinberg war verheiratet, seine Frau Beryl und er hatten zwei Kinder und mehrere Enkel.

## Mitgliedschaft im House of Lords
Steinberg wurde am 23. Juni 2004 zum Life Peer erhoben, als Baron Steinberg, of Belfast in the County of Antrim. Seine Antrittsrede im House of Lords hielt er am 25. November 2004.